# Mestna uprava Mestne občine Ljubljana
Mestna uprava Mestne občine Ljubljana (kratica MU MOL) je organ Mestne občine Ljubljana, ki »samostojno opravlja lokalne zadeve javnega pomena (izvirne naloge), določene s statutom v skladu z zakonom in drugimi predpisi, zlasti pa:
- normativno ureja lokalne zadeve javnega pomena,
- upravlja premoženje MOL, spodbuja gospodarski razvoj MOL,
- ustvarja pogoje za gradnjo stanovanj in skrbi za povečanje najemnega socialnega sklada stanovanj,
- ureja, upravlja in skrbi za lokalne javne službe,
- zagotavlja in pospešuje razvoj predšolskega varstva, vzgojno-izobraževalne dejavnosti ter razvoj športa in rekreacije,
- pospešuje zdravstveno dejavnost ter službe socialnega varstva,
- pospešuje raziskovalno, kulturno in društveno dejavnost,
- skrbi za varstvo zraka, tal, vode, za varstvo pred hrupom, za ravnanje z odpadki in opravlja druge dejavnosti varstva okolja,
- skrbi za varstvo pred naravnimi in drugimi nesrečami,
- ureja javni red v MOL,
- ureja druge lokalne zadeve javnega pomena.[1]«

## Organizacija
1. Kabinet župana Mestne občine Ljubljana
2. Inšpektorat Mestne občine Ljubljana
3. Oddelek za finance Mestne občine Ljubljana
4. Oddelek za gospodarjenje z nepremičninami Mestne občine Ljubljana
5. Oddelek za gospodarjenje z zemljišči Mestne občine Ljubljana
6. Oddelek za gospodarske dejavnosti in turizem Mestne občine Ljubljana
7. Oddelek za gospodarske javne službe in promet Mestne občine Ljubljana
8. Oddelek za kulturo in raziskovalno dejavnost Mestne občine Ljubljana
9. Oddelek za lokalno samoupravo Mestne občine Ljubljana
10. Oddelek za pravne, kadrovske in splošne zadeve Mestne občine Ljubljana
11. Oddelek za predšolsko vzgojo, izobraževanje in šport Mestne občine Ljubljana
12. Oddelek za urbanizem Mestne občine Ljubljana
13. Oddelek za zaščito, reševanje in civilno obrambo Mestne občine Ljubljana
14. Oddelek za zdravstvo in socialno varstvo Mestne občine Ljubljana
15. Zavod za varstvo okolja Mestne občine Ljubljana
16. Center za informatiko
17. Služba za mednarodne odnose
18. Služba za organiziranje dela mestnega sveta
19. Služba za notranjo revizijo
20. Center za razvoj malega gospodarstva Ljubljana
21. Javni stanovanjski sklad Mestne občine Ljubljana